# Seznam olympijských medailistek ve vzpírání
Toto je seznam olympijských medailistek ve vzpírání.

## Muší váha
| Rok      | Limit | Zlato                                    | Stříbro                                  | Bronz                                    | Bronz |
| -------- | ----- | ---------------------------------------- | ---------------------------------------- | ---------------------------------------- | ----- |
| LOH 2000 | 48 kg | Tara Nott · Spojené státy americké (USA) | Raema Lisa Rumbewasová · Indonésie (INA) | Sri Indriyani · Indonésie (INA)          |       |
| LOH 2004 | 48 kg | Nurcan Taylan · Turecko (TUR)            | Li Zhuo · Čína (CHN)                     | Aree Wiratthaworn · Thajsko (THA)        |       |
| LOH 2008 | 48 kg | Čchen Wej-ling · Tchaj-wan (TPE)         | Im Džjung-hwa · Jižní Korea (KOR)        | Pensiri Laosirikulová · Thajsko (THA)    |       |
| LOH 2012 | 48 kg | Wang Ming-ťüan · Čína (CHN)              | Hiromi Miyake · Japonsko (JPN)           | Ryang Chun-Hwa · Severní Korea (PRK)     |       |
| LOH 2016 | 48 kg | Sopita Tanasan · Thajsko (THA)           | Sri Wahyuni Agustiani · Indonésie (INA)  | Hiromi Miyake · Japonsko (JPN)           |       |
| LOH 2020 | 49 kg | Chou č’-chuej · Čína (CHN)               | Saikhom Mirabai Chanu · Indie (IND)      | Windy Cantika Aisahová · Indonésie (INA) |       |
| LOH 2024 | 49 kg | Chou č’-chuej · Čína (CHN)               | Mihaela Cambeiová · Rumunsko (ROM)       | Surodchana Khambaová · Thajsko (THA)     |       |

## Pérová váha
| Rok      | Limit | Zlato                                            | Stříbro                                  | Bronz                                    | Bronz |
| -------- | ----- | ------------------------------------------------ | ---------------------------------------- | ---------------------------------------- | ----- |
| LOH 2000 | 53 kg | Yang Xia · Čína (CHN)                            | Li Fengying · Tchaj-wan (TPE)            | Winarni Binti Slamet · Indonésie (INA)   |       |
| LOH 2004 | 53 kg | Udomporn Polsak · Thajsko (THA)                  | Raema Lisa Rumbewasová · Indonésie (INA) | Mabel Mosquera · Kolumbie (COL)          |       |
| LOH 2008 | 53 kg | Prapawadee Jaroenrattanatarakoon · Thajsko (THA) | Jun Čin-he · Jižní Korea (KOR)           | Raema Lisa Rumbewasová · Indonésie (INA) |       |
| LOH 2012 | 53 kg | Sü Šu-ťing · Tchaj-wan (TPE)                     | Citra Febrianti · Indonésie (INA)        | Julija Paratovová · Ukrajina (UKR)       |       |
| LOH 2016 | 53 kg | Sü Šu-ťing · Tchaj-wan (TPE)                     | Hidilyn Diazová · Filipíny (PHI)         | Yoon Jin-hee · Jižní Korea (KOR)         |       |
| LOH 2020 | 55 kg | Hidilyn Diazová · Filipíny (PHI)                 | Liao Qiuyun · Čína (CHN)                 | Zulfija Činšanlová · Kazachstán (KAZ)    |       |

## Lehká váha
| Rok      | Limit | Zlato                            | Stříbro                             | Bronz                             | Bronz |
| -------- | ----- | -------------------------------- | ----------------------------------- | --------------------------------- | ----- |
| LOH 2000 | 58 kg | Soraya Jiménezová · Mexiko (MEX) | Ri Song Hui · Severní Korea (PRK)   | Khassaraporn Suta · Thajsko (THA) |       |
| LOH 2004 | 58 kg | Chen Yanqing · Čína (CHN)        | Ri Song Hui · Severní Korea (PRK)   | Wandee Kameaimová · Thajsko (THA) |       |
| LOH 2008 | 58 kg | Čchen Jen-čching · Čína (CHN)    | O Džong-ä · Severní Korea (PRK)     | Wandee Kameaimová · Thajsko (THA) |       |
| LOH 2012 | 58 kg | Li Süe-jing · Čína (CHN)         | Pimsiri Sirikaewová · Thajsko (THA) | Julija Kalinová · Ukrajina (UKR)  |       |
| LOH 2016 | 58 kg | Sukanya Srisurat · Thajsko (THA) | Pimsiri Sirikaewová · Thajsko (THA) | Kuo Hsing-chun · Tchaj-wan (TPE)  |       |
| LOH 2020 | 59 kg | Kuo Hsing-chun · Tchaj-wan (TPE) | Polina Guryeva · Turkmenistán (TKM) | Mikiko Ando · Japonsko (JPN)      |       |
| LOH 2024 | 59 kg | Luo Š’-fang · Čína (CHN)         | Maude Charronová · Kanada (CAN)     | Kuo Hsing-chun · Tchaj-wan (TPE)  |       |

## Střední váha
| Rok      | Limit | Zlato                               | Stříbro                             | Bronz                                | Bronz |
| -------- | ----- | ----------------------------------- | ----------------------------------- | ------------------------------------ | ----- |
| LOH 2000 | 63 kg | Chen Xiaomin · Čína (CHN)           | Valentina Popovová · Rusko (RUS)    | Ioanna Khatziioannou · Řecko (GRE)   |       |
| LOH 2004 | 63 kg | Natalija Skakunová · Ukrajina (UKR) | Hanna Batsiushka · Bělorusko (BLR)  | Tatsiana Stukalava · Bělorusko (BLR) |       |
| LOH 2008 | 63 kg | Pak Hjon-suk · Severní Korea (PRK)  | Lu Jing-čchi · Tchaj-wan (TPE)      | Christine Girardová · Kanada (CAN)   |       |
| LOH 2012 | 63 kg | Majja Manezová · Kazachstán (KAZ)   | Světlana Carukajevová · Rusko (RUS) | Christine Girardová · Kanada (CAN)   |       |
| LOH 2016 | 63 kg | Teng Wej · Čína (CHN)               | Čchoi Hjo-sim · Severní Korea (PRK) | Karina Goričevová · Kazachstán (KAZ) |       |
| LOH 2020 | 64 kg | Maude Charron · Kanada (CAN)        | Giorgia Bordignon · Itálie (ITA)    | Chen Wen-huei · Tchaj-wan (TPE)      |       |

## Polotěžká váha
| Rok      | Limit | Zlato                                           | Stříbro                                      | Bronz                                 | Bronz |
| -------- | ----- | ----------------------------------------------- | -------------------------------------------- | ------------------------------------- | ----- |
| LOH 2000 | 69 kg | Lin Weining · Čína (CHN)                        | Erzsébet Márkus · Maďarsko (HUN)             | Karnam Malleswari · Indie (IND)       |       |
| LOH 2004 | 69 kg | Liu Chunhong · Čína (CHN)                       | Eszter Krutzler · Maďarsko (HUN)             | Zarema Kasaeva · Rusko (RUS)          |       |
| LOH 2008 | 69 kg | Oxana Slivenková · Rusko (RUS)                  | Leidy Solísová · Kolumbie (COL)              | Abir Khalilová · Egypt (EGY)          |       |
| LOH 2012 | 69 kg | Rim Jong-Sim · Severní Korea (PRK)              | Roxana Cocoș · Rumunsko (ROU)                | Maryna Shkermankova · Bělorusko (BLR) |       |
| LOH 2016 | 69 kg | Siang Jen-mej · Čína (CHN)                      | Žazira Žapparkulová · Kazachstán (KAZ)       | Sara Ahmedová · Egypt (EGY)           |       |
| LOH 2020 | 76 kg | Neisi Dajomesová · Ekvádor (ECU)                | Katherine Nye · Spojené státy americké (USA) | Aremi Fuentes · Mexiko (MEX)          |       |
| LOH 2024 | 76 kg | Olivia Reevesová · Spojené státy americké (USA) | Mari Sánchezová · Kolumbie (COL)             | Angie Palaciosová · Ekvádor (ECU)     |       |

## Těžká váha
| Rok      | Limit | Zlato                                    | Stříbro                             | Bronz                                           | Bronz |
| -------- | ----- | ---------------------------------------- | ----------------------------------- | ----------------------------------------------- | ----- |
| LOH 2000 | 75 kg | María Isabel Urrutiaová · Kolumbie (COL) | Ruth Ogbeifo · Nigérie (NGR)        | Kuo Yi-Hang · Tchaj-wan (TPE)                   |       |
| LOH 2004 | 75 kg | Pawina Thongsuk · Thajsko (THA)          | Natalja Zabolotná · Rusko (RUS)     | Valentina Popovová · Rusko (RUS)                |       |
| LOH 2008 | 75 kg | Alla Važeninová · Kazachstán (KAZ)       | Lidia Valentínová · Španělsko (ESP) | Damaris Aguirreová · Mexiko (MEX)               |       |
| LOH 2012 | 75 kg | Lidia Valentínová · Španělsko (ESP)      | Natalja Zabolotná · Rusko (RUS)     | Iryna Kulesha · Bělorusko (BLR)                 |       |
| LOH 2016 | 75 kg | Rim Džong-sim · Severní Korea (PRK)      | Darja Navumavová · Bělorusko (BLR)  | Lidia Valentínová · Španělsko (ESP)             |       |
| LOH 2020 | 87 kg | Wang Zhouyu · Čína (CHN)                 | Tamara Salazar · Ekvádor (ECU)      | Crismery Santana · Dominikánská republika (DOM) |       |
| LOH 2024 | 87 kg | Solfrid Koandaová · Norsko (NOR)         | Sara Ahmedová · Egypt (EGY)         | Neisi Dajomesová · Ekvádor (ECU)                |       |

## Supertěžká váha
| Rok      | Limit  | Zlato                           | Stříbro                               | Bronz                                          | Bronz |
| -------- | ------ | ------------------------------- | ------------------------------------- | ---------------------------------------------- | ----- |
| LOH 2000 | +75 kg | Ding Meiyuan · Čína (CHN)       | Agata Wrobelová · Polsko (POL)        | Cheryl Haworth · Spojené státy americké (USA)  |       |
| LOH 2004 | +75 kg | Tang Gonghong · Čína (CHN)      | Jang Mi-Ran · Jižní Korea (KOR)       | Agata Wrobelová · Polsko (POL)                 |       |
| LOH 2008 | +75 kg | Jang Mi-Ran · Jižní Korea (KOR) | Ele Opelogeová · Samoa (SAM)          | Maryam Usmanová · Nigérie (NGR)                |       |
| LOH 2012 | +75 kg | Čou Lu-lu · Čína (CHN)          | Taťana Kaširinová · Rusko (RUS)       | Hripsime Khurshudyan · Arménie (ARM)           |       |
| LOH 2016 | +75 kg | Meng Su-pching · Čína (CHN)     | Kim Kuk-hjang · Severní Korea (PRK)   | Sarah Roblesová · Spojené státy americké (USA) |       |
| LOH 2020 | +87 kg | Li Wenwen · Čína (CHN)          | Emily Campbell · Velká Británie (GBR) | Sarah Roblesová · Spojené státy americké (USA) |       |
| LOH 2024 | +81 kg | Li Wen-wen · Čína (CHN)         | Pak Hje-čong · Jižní Korea (KOR)      | Emily Campbellová · Velká Británie (GBR)       |       |